# Defiliermarsch
Unter dem Titel Defiliermarsch entstanden im Laufe der Zeit eine große Zahl an Marschkompositionen. Die Bezeichnung wird vom militärischen Begriff Defilieren (vgl. Militärparade) abgeleitet und verrät damit den ursprünglich rein militärischen Verwendungszweck von Märschen dieses Namens.
Heutzutage sind in der breiten Öffentlichkeit nur noch wenige Märsche mit diesem Titel bekannt. Einer der populärsten ist der Bayerische Defiliermarsch von Adolf Scherzer, der häufig verkürzt als der Defiliermarsch bezeichnet wird, was den falschen Eindruck erweckt, es gebe nur diesen einen Marsch mit diesem Titel.
Nach dem Bayerischen Defiliermarsch ist wohl der von Carl Faust im Jahr 1855 komponierte Defiliermarsch (Armeemarsch II, 126 (AM II, 168)) heute der bekannteste Marsch mit diesem Titel in Deutschland. Er wird häufig zu offiziellen Anlässen der Bundeswehr wie Staatsbesuchen oder Gelöbnissen gespielt.
Weitere Märsche mit dem Titel Defiliermarsch (Auswahl):
- Defiliermarsch (Heinrich Saro)
- Defiliermarsch (Josef Strebinger)
- Defiliermarsch (Karl Steinmann)
- Defiliermarsch nach Motiven der Oper "Rigoletto" (Giuseppe Verdi/Wilhelm Wieprecht)
- Paradedefiliermarsch (Anton Ambrosch)
- Schützen-Defiliermarsch (Carl Gottlieb Lippe)